# Cabo Lamas
El cabo Lamas (según Argentina) o cabo Bello (según Chile) es un cabo rocoso que marca el punto sur de la Isla Marambio / Seymour del grupo de la isla James Ross, Antártida. Está enfrentado al cabo Costa Lázara de la isla Cerro Nevado, sobre las aguas del estrecho Arguindeguy/Ripamonti.

## Historia y toponimia
El cabo fue nombrado por la tripulación del buque argentino ARA Chiriguano durante la campaña antártica argentina de 1953-1954, en homenaje al guardiamarina José Daniel Lamas, de la Armada Argentina, fallecido en el naufragio del ARA Fournier en 1949.
En Chile, el nombre del cabo corresponde al apellido del sargento primero Jorge Bello Villagra, de la Fuerza Aérea de Chile, quien participó en la Expedición Antártica Chilena de 1948 a bordo de la Fragata Covadonga.

## Reclamaciones territoriales
Argentina incluye a la isla Marambio/Seymour en el departamento Antártida Argentina dentro de la provincia de Tierra del Fuego, Antártida e Islas del Atlántico Sur; para Chile forma parte de la comuna Antártica de la provincia Antártica Chilena dentro de la Región de Magallanes y de la Antártica Chilena; y para el Reino Unido integra el Territorio Antártico Británico. Las tres reclamaciones están sujetas a las disposiciones del Tratado Antártico.
Nomenclatura de los países reclamantes: 
- Argentina: cabo Lamas[4][5]
- Chile: cabo Bello[3]
- Reino Unido: Cape Lamas[6]